# Lewisia kelloggii
Espèce
Lewisia kelloggii est une espèce de plantes de la famille des Montiacées.